# Exanticheira vidua
Exanticheira vidua är en skalbaggsart som beskrevs av Ohaus 1922. Exanticheira vidua ingår i släktet Exanticheira och familjen Rutelidae. Inga underarter finns listade i Catalogue of Life.